# Dywizja Polska
Dywizja Polska – dywizja polska okresu napoleońskiego w służbie francuskiej.

## Historia dywizji
Od lipca 1808 Wojsko Polskie Księstwa Warszawskiego dowodzone były roku przez marszałka Louisa Nicolasa Davouta.
Na mocy porozumienia z rządem francuskim Księstwo Warszawskie przekazało trzy pułki na żołd francuski, tworząc tzw. Dywizję Polską, której z czasem Napoleon Bonaparte z przyczyn politycznych – aby nie drażnić cara Aleksandra – zmienił nazwę na Dywizja Księstwa Warszawskiego. W skład dywizji wybrano po jednym pułku piechoty z każdej z trzech Legii (dywizji): 4 pułk piechoty płk. Feliksa Potockiego z Legii Warszawskiej ks. gen. Józefa Poniatowskiego, 7 pułk piechoty z Legii Kaliskiej gen. Józefa Zajączka i 9 pułk piechoty ks. płk. Antoniego Sułkowskiego z Legii Poznańskiej, razem 6818 ludzi. Dywizja ta w sierpniu opuściła Polskę i walczyła na wojnie w Hiszpanii w latach 1808–1811. Do końca epoki napoleońskiej pozostała na żołdzie francuskim, czego konsekwencją było pozostanie poza V Korpusem Wielkiej Armii w roku 1812 i poza VIII Korpusem Wielkiej Armii w roku 1813.

## Skład dywizji
Na podstawie umowy w Bajonnie z 10 maja 1808 Napoleon, wykorzystując  złą sytuację finansową Księstwa przejął dywizję, jednak bez prawa użycia jej poza granicami Europy.

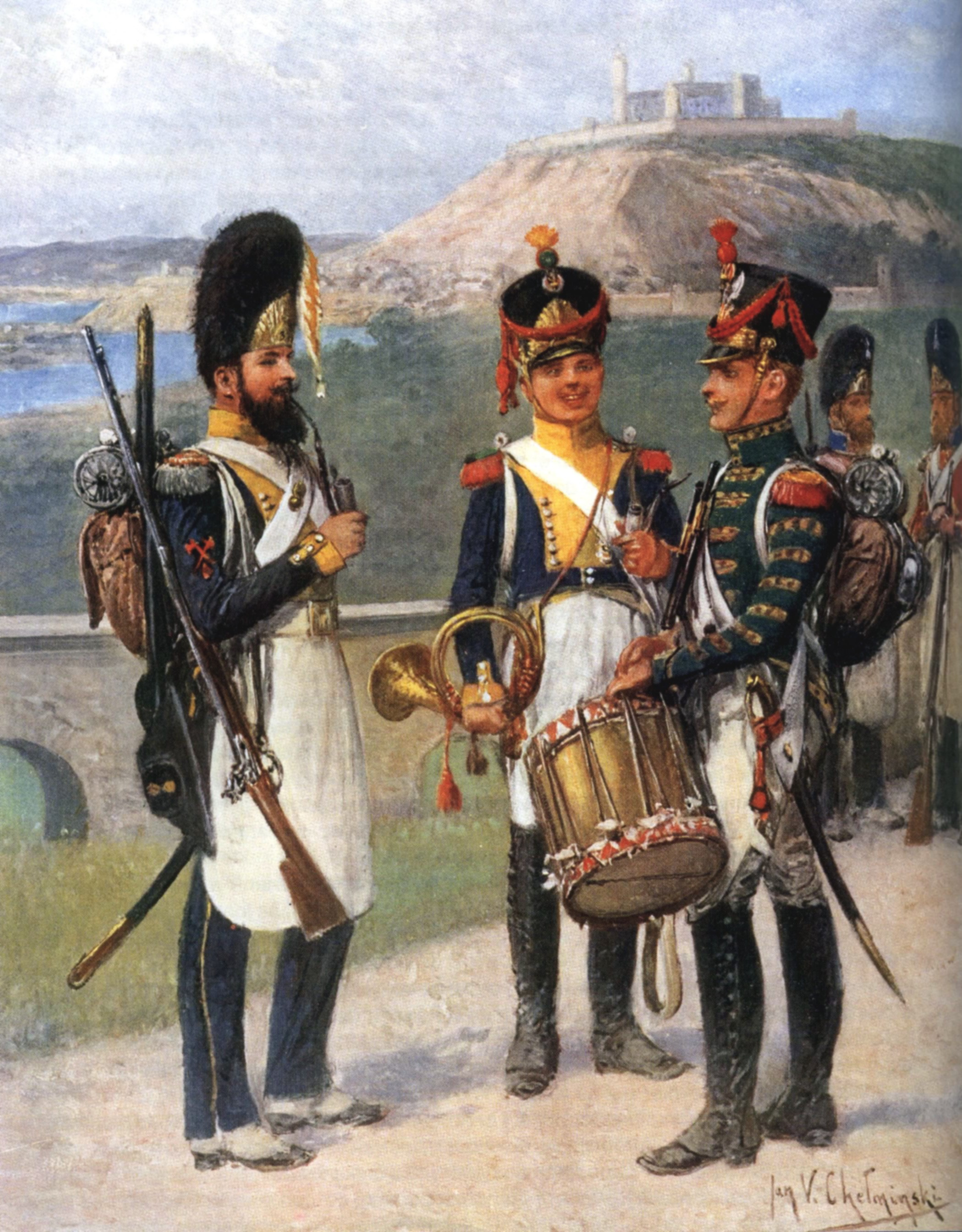
Saper Legii Nadwiślańskiej oraz trębacz, dobosz i dwaj saperzy 4 pułku piechoty

W skład dywizji weszły po jednym pułku z każdej legii Księstwa:
- 4 pułk piechoty Feliksa Potockiego
- 7 pułk piechoty Macieja Sobolewskiego
- 9 pułk piechoty Antoniego Sułkowskiego
- kompania artylerii pieszej
- kompania saperów

## Walki dywizji
W listopadzie 1808 dywizja walczyła  w Hiszpanii w składzie IV Korpusu Lefebvre’a. Swój pierwszy bój stoczyła pod Almaraz, gdzie 4 i 7 pp atakowały broniony most na Tagu zdobywając go atakiem na bagnety przy wsparciu artylerii francuskiej. Wzmocniono ją częścią lansjerów Konopki.
Wiosną 1809 stanowiła część IV Korpusu Sebastianiego.
5 stycznia 1812 dywizja otrzymała rozkaz powrotu z artylerią i saperami do kraju. Maszerowała przez Sedan i Berlin do Poznania.

## Dowódcy dywizji
- generał Jean-Baptiste Cyrus de Valence(inne języki)